# Leuchtende Schatten
Leuchtende Schatten ist ein deutscher Kriminalfilm, der im Jahr 1945 hätte erscheinen sollen; er blieb jedoch unvollendet. Unter der Regie von Géza von Cziffra spielten Carola Höhn und Rudolf Prack die Hauptrollen.

## Handlung
Das Varieté Alhambra feiert eine Programmpremiere. Als der Besitzer Heinz Batovsky nach der Vorstellung auf die Bühne kommen soll, um sich vor dem Publikum zu verneigen, bleibt er verschwunden. Er wird in seinem Büro erschossen aufgefunden. Die Polizei ermittelt, es gibt bald die üblichen Verdächtigen: Da ist beispielsweise der als künstlerischer Leiter angestellte Vetter Karl Batovsky, der Heinz den Besitz des Varietés neidete. Oder der alte ehemalige Hofschauspieler Seydelmann, der sich über einen zu kleinen Part in einem Stück echauffiert und daraufhin seinen Auftritt abgebrochen hatte, worauf Batovsky ihn schlug. Zornesrot verließ der alte Mann die Bühne, nicht ohne wüste Drohungen auszustoßen. Der Dritte im Bunde ist der Tänzer Robert. Er ist Teil der Tanztruppe „Leuchtende Schatten“, dem Schmuckstück des Varietés. In Batovskys Büro wurde ein rechter Handschuh gefunden, wie ihn die Tänzer der „Leuchtenden Schatten“ bei ihrem Auftritt tragen. Der Inspizient behauptet gehört zu haben, dass der Ermordete gesagt habe, dass man auf Robert acht geben müsse, da dieser gefährlich werden könne. Am Nachmittag vor dem Mord habe es zwischen den beiden Männern eine heftige Auseinandersetzung gegeben. Grund dafür war Heinz Batovskys Unterstellung, der mit seiner Tanzpartnerin Anita liierte Robert habe noch immer etwas mit seiner Ex-Flamme Mara am Laufen, die jedoch nunmehr Batovskys Freundin ist. Dies alles genügt der Kripo, Robert zu verhaften.
Als erstes wird Karl Batovsky entlastet, da er den ganzen Abend ständig in den Kulissen gesehen worden war. Kripomann Werner verhört den Kapellmeister Sperling. Dieser ist empört darüber, dass sein Schlagzeuger Toni am Mordabend seinen Einsatz verpasst habe – und zwar volle 32 Takte lang. Werner und dessen Kollege Kriminalrat Krüger werden hellhörig. Könnte dieses Zeitloch nicht gereicht haben, um Batovsky zu ermorden? Sie spielen die Möglichkeit durch und erkennen, dass es für Toni ganz knapp möglich gewesen wäre, die Tat zu begehen. Doch dies ist noch kein Beweis und reicht nicht, den Schlagzeuger zu verhaften. Toni gesteht schließlich, dass er in der fehlenden Zeit in Batovskys Büro war, um dessen Theaterkasse zu plündern, um mit dem Geld und Anita durchzubrennen. Dabei hatte ihn Heinz überrascht. Es sei zu einem Handgemenge gekommen, bei dem sich ein Schuss aus Heinzens Waffe gelöst habe, der für den Varietébetreiber tödlich werden sollte. Auf dem Weg zurück ins Orchester habe er dann den gefundenen Handschuh verloren und habe sich stattdessen einen identischen von Roberts Paar, das auf dem Pult des Inspizienten lag, genommen. Robert wird nach diesem Geständnis wieder in die Freiheit entlassen.

## Produktionsnotizen
Die Dreharbeiten fanden zum Jahreswechsel 1944/45 in Prag statt. Zum Ende des Zweiten Weltkriegs befand sich der Film in der Musik-Synchronisation.
Die Bauten stammten von Karl Weber. Herstellungsgruppenleiter Erich von Neusser übernahm auch die Herstellungsleitung.
Während der Dreharbeiten kam es zu einem schwerwiegenden Zwischenfall. Regisseur Cziffra geriet mit dem als „kriminalistischer Berater“ vom Propagandaministerium ihm zur Seite gestellten SS-Sturmbannführer Heinrich Eweler heftig aneinander, als dieser sich mehr und mehr in Fragen der Regie einmischte, worauf der genervte Cziffra ihn schließlich aus dem Filmatelier verwies. Eweler rächte sich, indem er Cziffra nach Ende der Dreharbeiten im Februar 1945 unter einem fadenscheinigen Grund – angeblich wegen unrechtmäßigen Erwerbs von Fleischkarten – verhaften ließ. Cziffra erhielt eine sechsmonatige Haftstrafe und konnte erst im April 1945 im letzten Moment, unmittelbar vor der Befreiung Prags durch tschechische Untergrundkämpfer, aus dem Protektorat fliehen.

## Kritik
Da der Film keine Aufführung erlebt hat, existieren auch keine Kritiken.